# مرز دموکراسی
مرز دموکراسی (پرتغالی: Democracia em Vertigem) یک فیلم در ژانر مستند به کارگردانی پترا کوستا است که در سال ۲۰۱۹ منتشر شد. این فیلم پیشینه سیاسی فیلم‌ساز در ارتباط با انتخاب لوئیس ایناسیو لولا دا سیلوا به ریاست‌جمهوری برزیل تا فرایندی که با استیضاح دیلما روسف به اوج خود رسید و تجزیه و تحلیل ظهور و سقوط هر دو رئیس‌جمهور و متعاقب آن تحولات سیاسی - اجتماعی که کشور را فراگرفت را به‌شکلی صمیمی و شخصی دنبال می‌کند. این فیلم در نود و دومین دوره جوایز اسکار نامزد جایزه اسکار بهترین فیلم مستند شده‌است.